# Melanie Kraizel
Melanie Kraizel (ur. 1 stycznia 1993) – chilijska narciarka dowolna, specjalizująca się w slopestyle'u i big air. W 2013 roku została zgłoszona do startu w slopestyle'u na mistrzostwach świata w Voss, jednak ostatecznie nie wystąpiła. W zawodach Pucharu Świata zadebiutowała 12 stycznia 2013 roku w Copper Mountain, zajmując 21. miejsce w slopestyle'u. Tym samym już w swoim debiucie wywalczyła pierwsze pucharowe punkty. Pierwszy raz na podium zawodów tego cyklu stanęła 3 września 2016 roku w El Colorado, gdzie była trzecia w big air. W zawodach tych wyprzedziły ją jedynie Szwedka Emma Dahlström i Giulia Tanno ze Szwajcarii.

## Osiągnięcia

### Mistrzostwa świata
| Miejsce | Dzień   | Rok  | Miejscowość | Konkurencja | Zwycięzca   |
| ------- | ------- | ---- | ----------- | ----------- | ----------- |
| DNS     | 9 marca | 2013 | Voss        | Slopestyle  | Kaya Turski |

### Puchar Świata

#### Miejsca w klasyfikacji generalnej
- sezon 2012/2013: 192.
- sezon 2013/2014: 152.
- sezon 2016/2017:

#### Miejsca na podium w zawodach
1. El Colorado – 3 września 2016 (Big Air) – 3. miejsce